# Водная камнелюбка
Водная камнелюбка (лат. Petropedetes cameranensis) — вид бесхвостых земноводных из семейства Petropedetidae. Встречается на юго-востоке Нигерии, юго-западе Камеруна и на острове Биоко (Экваториальная Гвинея). Это типовой вид рода Petropedetes. Обитает на высотах от 0 до 1400 м над уровнем моря.

## Описание
Водная камнелюбка небольшого размера с относительно стройным телом. Длина самцов от носа до анального отверстия составляет 27—35 мм, а самок — 34—49 мм. Морда короткая. Барабанная перепонка очень маленькая. Радужная оболочка золотистая. Спинка светло- или тёмно-коричневая с бледными пятнами. Кожа с крупными бородавками на боках и несколькими большими бородавками на спине. Задние конечности с перепонками.

## Биология
Водная камнелюбка обитает вблизи и непосредственно в быстрых ручьях, порогах и водопадах. Икру откладывают на стволы деревьев или листья рядом с влажными камнями. Головастики обитают на камнях. В брачный период самцы громко призывают самок. Зов самца — это свист или трель. У головастика длинный мускулистый хвост, брюшные плавники отсутствуют; спинной плавник очень маленький.

## Среда обитания и охранный статус
Это довольно распространённое бесхвостое земноводное, но ему угрожает потеря среды обитания, вызванная развитием сельского хозяйства, вырубкой леса и ростом населённых пунктов. Встречается и в национальном парке Коруп (Камерун).